# Praia Capito
A Praia Capito é uma praia do Arquipélago de São Tomé e Príncipe, localiza-se a Oeste da ilha de São Tomé entre a foz do Rio Bindá e a Ponta Furada, frente ao Ilhéu do Coco.